# Roberto Bianconi
Roberto Bianconi (* 31. Oktober 1939 in Valbrona) ist ein italienischer Architekt. Er gilt als ein wichtiger Vertreter der Tessiner Architekturschule.

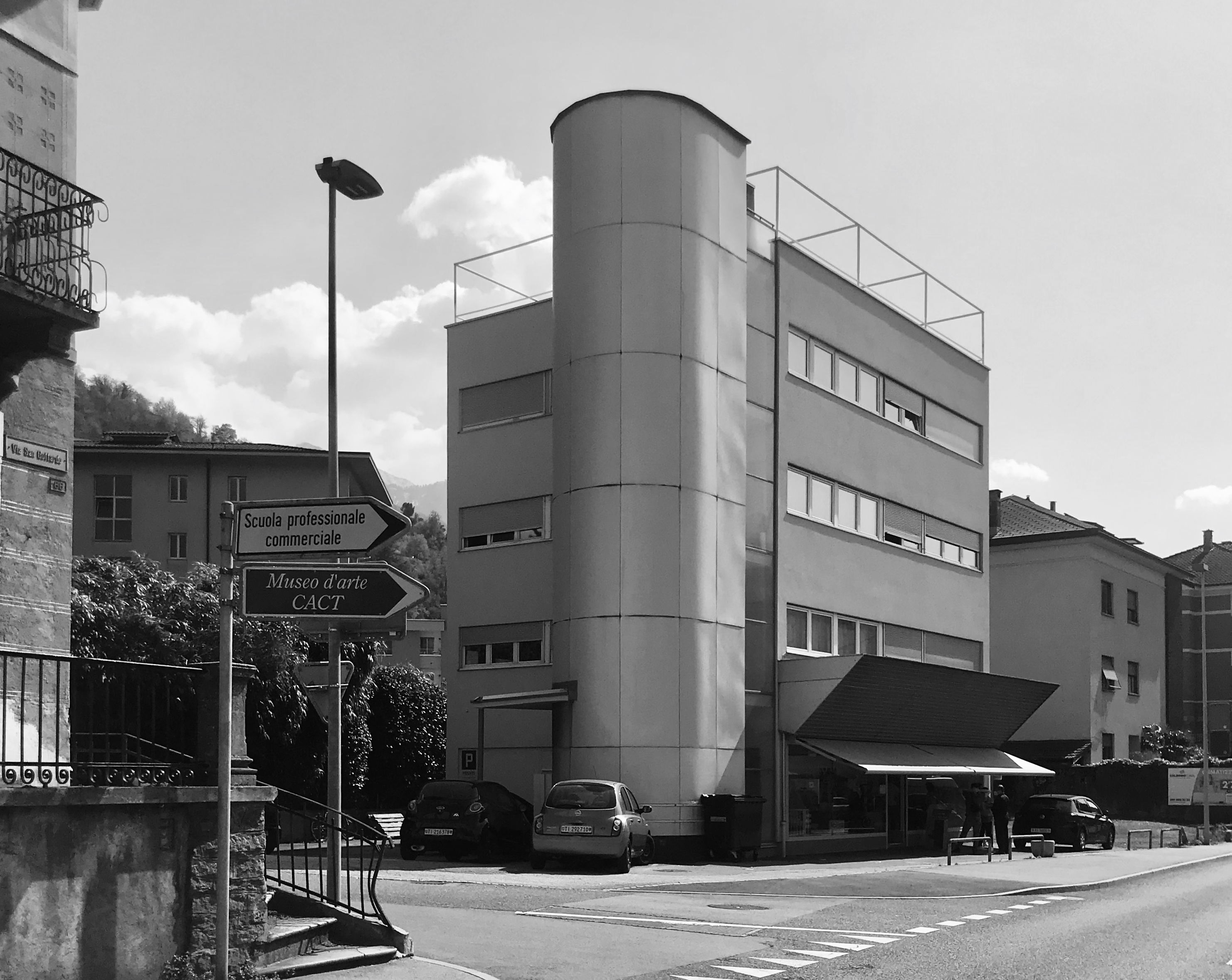
Casa trifamiliare, Bellinzona

## Werdegang
Bianconi studierte bis 1965 Architektur an der ETH Zürich und praktizierte bei Otto Glaus und beim Greater London Council in London. Nach seinem Diplom bei Bernhard Hoesli war er von 1967 bis 1972 Chefarchitekt der Firma IGE S. A. Generalunternehmung in Bellinzona. 1974 gründete er ein eigenes Architekturbüro in Zürich. Er arbeitete bei Werner Gantenbein und bei A. Ricklin. Zwischen 1979 und 1991 war er verantwortlicher Architekt der Generalunternehmung Oerlikon Bührle Immobilien AG in Zürich. Bianconi lehrte als wissenschaftlicher Assistent bei Mario Campi an der ETH Zürich (1973–1975).
Bianconi zählt neben Luigi Snozzi, Aurelio Galfetti, Mario Botta, Ivo Trümpy, Flora Ruchat-Roncati, Giancarlo Durisch, Rino Tami und Alberto Camenzind zu den wichtigsten Vertretern der Tessiner Tendenza.

## Architektur
Bianconis Architektur erfuhr nationale Resonanz in den 70er Jahren, als er im Zuge der den Kanton Tessin prägenden architektonischen Erneuerung vier Wohnblöcke in Bellinzona realisierte: Gebäude mit kompakter Volumetrie, verputzten Fassaden, Bandfenstern, tiefen Balkonöffnungen. Dabei fallen überraschende formale Elemente auf, Strukturen aus Metall und Glas für Loggien, Balkone und Pergolen. Eine Architektur, die sich aufgrund der Erfahrungen des nordischen Funktionalismus neu definiert, dabei aber auch den Bezug zum sowjetischen Konstruktivismus nicht scheut, eine Art freier Montage von formal und funktional nicht zusammengehörigen Elementen. - Wolfgang Schett

## Bauwerke
Heinrich Helfenstein dokumentierte Bianconis Bauwerke.
- 1965–1972: Case Terenzio – Via Vallone 17–19, 21–25, Bellinzona[7][8][9] (Kulturgut)
- 1971–1972: Casa trifamiliare Via San Gottardo 64, Bellinzona[10] (Kulturgut)
- 1972: Case d’appartamenti Veturia alle Semine – Via Maestri Comacini 17, Bellinzona[11]
- 1967: Casa d’appartamenti Prudenzio – Via San Gottardo 23b, Bellinzona[12]

## Ehrungen
- Case Terenzio ist Kulturgut von Bellinzona
- Casa trifamiliare Via San Gottardo 64 ist Kulturgut von Bellinzona

## Ausstellung
- 1975: Neue Tessiner Architektur, ETH Zürich[13]